# Schoenomyza chrysostoma
Schoenomyza chrysostoma är en tvåvingeart som beskrevs av Friedrich Hermann Loew 1870. Schoenomyza chrysostoma ingår i släktet Schoenomyza och familjen husflugor. Inga underarter finns listade i Catalogue of Life.